# Гаркуша, Николай Андреевич
Николай Андреевич Гаркуша (укр. Мико́ла Андрі́йович Гарку́ша;	8 сентября 1914, Городище — 8 июля 1991) — украинский советский общественно-политический и государственный деятель, первый министр мелиорации и водного хозяйства Украинской ССР (1965—1984). Член ЦК КП Украины (1966—1986). Депутат Верховного Совета УССР 6-10-го созывов (1965—1985).
Заслуженный мелиоратор Украинской ССР (1974)

## Биография
После окончания в 1932 году Городищенского сельскохозяйственного техникума, работал агротехником колхоза в Лохвицком районе Полтавской области, участковым агрономом Корсунь-Шевченковской машинно-тракторной станции Киевской области.
В 1934—1940 годах — слушатель подготовительных курсов, затем студент Белоцерковского сельскохозяйственного института Киевской области.
В 1940 году окончил агрономический факультет Белоцерковского сельскохозяйственного института (ныне Белоцерковский национальный аграрный университет). В 1940 году — старший агроном совхоза «Черемошное» Житомирской области.
С октября 1940 служба в РККА. Участник Великой Отечественной войны с 1942 года. Служил секретарем комсомольской организации, ответственным секретарем партийного бюро 130-го отдельного полка связи 38-й армии. Демобилизован в 1946 году в звании майора.
В 1946—1950 годах — директор учебно-опытного хозяйства Белоцерковского сельскохозяйственного института.
В 1950—1952 годах — председатель исполнительного комитета Белоцерковского районного совета депутатов трудящихся Киевской области.
В 1952—1954 годах — 1-й секретарь Богуславского районного комитета КП Украины Киевской области.
В 1954 — августе 1962 года — секретарь Киевского областного комитета КП Украины.
В 1962—1963 годах находился в командировке, работал главным советском советником по сельскому хозяйству Совета министров Республики Куба, затем инспектор ЦК КП Украины.
В 1963—1965 годах — председатель Государственного производственного комитета по орошаемому земледелию и водному хозяйству Украинской ССР.
23 октября 1965 — 24 декабря 1984 — министр мелиорации и водного хозяйства Украинской ССР.

## Награды
- Орден Ленина
- Орден Трудового Красного Знамени
- Орден Отечественной войны II степени (дважды, 1945 и 1985)
- Орден Красной Звезды (1944)
- медали СССР
- Заслуженный мелиоратор Украинской ССР (1974)

## Память
- В Киеве на доме, где жил Н. А. Гаркуша установлена мемориальная таблица.
- Мемориальная таблица установлена также в Белой Церкви на здании Белоцерковского национального аграрного университета.
- Его имя присвоено Бортницкому межрайонному управлению водного хозяйства[1]